# Isaac de Broen
Johan Isaac de Broen, född 7 maj 1783 i Stockholm, död 2 maj 1814 i Stockholm, var en svensk skådespelare och teaterdirektör. Han var son till Abraham de Broen och Maria Elisabet Grundt, gift med aktrisen Kristina Margareta Cederberg och far till Charlotta Deland.
Hans far hade 1801 grundat Djurgårdsteatern: teatern drevs av först Abraham de Broen, och efter hans död 1804 av hans änka och 1809-1814 av Isaac de Broen. 
År 1810 ansökte han om att få driva teater även vintertid i Stockholm, vilket beviljades för han och hans fru trots teatermonopolet, som undantag, och under 1813-1814, drev han sedan Nya komiska teatern inne i Stockholm på Drottninggatan, som dock bara varade detta spelår. Han fortsatte dock som direktör för Djurgårdsteatern till sin död. 
Djurgårdsteatern drevs sedan 1815-1834 av aktören Karl Wildner (1774-1844), gift 1812 med Isaacs syster Debora Aurora de Broen (1790-1862).